# Jevhen Olehovics Konopljanka
Jevhen Konopljanka vagy Jevhen Olehovics Konopljanka (ukránul: Євген Олегович Коноплянка; Kropivnickij, 1989. szeptember 29. –) ukrán válogatott labdarúgó, posztját tekintve középpályás.

## Pályafutása

### Klubcsapatokban
2006 telén, 16 évesen került a Dnyipro Dnyipropetrovszkhoz. A felnőtt csapatban 2007. augusztus 26-án játszott először egy Zakarpattya elleni ukrán bajnoki mérkőzésen. Első gólját 2010. február 28-án szerezte, amikor a Zorja Luhanszk kapujába talált be. Igazán a 2009–2010-es bajnoki idény második felére játszotta be magát a Dnyipro kezdőcsapatába és ekkor már 90 perceket töltött a pályán.

### Válogatottban
Szerepelt az ukrán U17-es, U19-es és U21-es válogatottban. A felnőtt nemzeti csapatban 2010. május 25-én debütálhatott egy Litvánia elleni barátságos mérkőzésen.
Az Európa-bajnoki keretszűkítést követően Oleh Blohin szövetségi kapitány nevezte őt a 2012-es Eb-re készülő 23 fős keretébe.

#### Góljai a válogatottban
| #  | Dátum                | Esemény             | Ellenfél    | Eredmény | Végeredmény | Kiírás               |
| -- | -------------------- | ------------------- | ----------- | -------- | ----------- | -------------------- |
| 1. | 2010. május 29.      | Lviv, Ukrajna       | Románia     | 3–2      | Gy          | Barátságos           |
| 2. | 2010. november 17.   | Genf, Svájc         | Svájc       | 2–2      | D           | Barátságos           |
| 3. | 2011. szeptember 2.  | Harkiv, Ukrajna     | Uruguay     | 2–3      | V           | Barátságos           |
| 4. | 2011. november 11.   | Kijev, Ukrajna      | Németország | 3–3      | D           | Barátságos           |
| 5. | 2012. február 29.    | Petah Tikva, Izrael | Izrael      | 3–2      | Gy          | Barátságos           |
| 6. | 2012. szeptember 11. | London, Anglia      | Anglia      | 1–1      | D           | 2014-es vb-selejtező |

## Sikerei, díjai
Dnyipro
- Európa-liga döntős: 2014-15

Sevilla FC
- UEFA-szuperkupa döntős: 2015-16
- Európa-liga győztes: 2015-16

Egyéni
Az év játékosa Ukrajnában (2): 2011, 2012